# 1819 au Nouveau-Brunswick
Chronologie du Nouveau-Brunswick
- 1815
- 1816
- 1817
- 1818
- 1819
- 1820
- 1821
- 1822
- 1823

Cette page concerne des événements d'actualité qui se sont produits durant l'année 1819 dans la colonie du Nouveau-Brunswick.

## Naissances
- William Taylor, député.